# 侏羚
侏羚（学名：Ourebia ourebi）是偶蹄目牛科侏羚属中唯一的一种，广泛分布于撒哈拉以南非洲的稀树草原。有很多亚种。

## 身体结构
它们拥有一条特别的白色眉线，以及一个大大的深色面部腺体。体长约50-66厘米。

## 生存环境
生活在撒哈拉沙漠以南的草原。栖息在开阔的草原上，喜欢有短草的栖息地，在其中散布着高草，以便隐藏在其中。